# Anna E. Nicholes
Anna E. Nicholes (2 de mayo de 1865 - 20 de julio de 1917) fue una feminista, reformadora social, funcionaria y mujer perteneciente a varias asociaciones estadounidenses en torno al sufragio femenino y al movimiento settlement en Chicago. Dedicó su vida al trabajo caritativo y filantrópico.

## Biografía
Anna E. Nicholes nació en Chicago, Illinois, el 2 de mayo de 1865.
Se graduó de Englewood High School (rebautizada como Englewood Technical Prep Academy antes de que se clausurara) y luego de Rockford College (ahora Rockford University), en Rockford, Illinois, en 1886.
Nicholes viajó desde la costa este hasta la costa oeste de los EE. UU. En religión, participaba en la Iglesia Presbiteriana Normal Park de Chicago.
Anna E. Nicholes siempre vivió en Chicago. Murió el 20 de julio de 1917 en su casa de campo cerca de Traverse City, Michigan. Le sobrevivió su hermana, S. Grace Nicholes, de Chicago.

## Carrera profesional

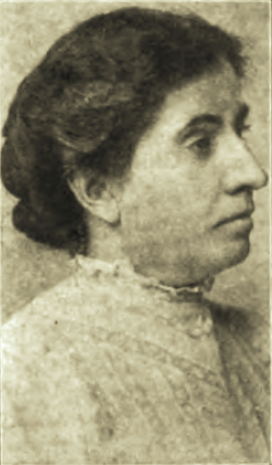
Anna E. Nicholes (publicación de 1910)

Fue cofundadora y la primera directora cívil del Chicago Woman's Club, así como miembro de su departamento de reformas. Era miembro del Club de Mujeres de Englewood y fue presidenta del comité industrial de la Federación de Clubes de Mujeres de Illinois. Fue directora de Associated Charities, distrito de Englewood.
Nicholes fue miembro de la Equal Suffrage Association y de la South Side Suffrage Association.
En 1913, Nicholes se convirtió en miembro elegido de la comisión de servicio civil del condado de Cook, y fue su secretaria hasta 1915. Nicholes puso su vida, el sentido común y la comprensión humana a trabajar en su breve carrera como titular de un cargo. Mientras fue comisionada del servicio civil del condado, logró hacer que el mérito fuera la regla. Revolucionó el empleo público de su época. En 1915, renunció a su puesto de funcionaria para continuar con su trabajo en el asentamiento de Neighborhood House, del que era cofundadora, y había sido residente principal durante varios años. Fue además directora del Club de Mujeres de Neighborhood House.
Fue una de las primeras personas en la ciudad en fomentar la asociación de las mujeres trabajadoras. Fue tesorera de la Consumers' League, y secretaria de la Woman's Trade Union League of Illinois. Durante algún tiempo, Nicholes fue además directora del departamento de mujeres de Union Labor Advocate, una publicación mensual feminista y laboral publicada en Chicago desde 1901.
Fue presidenta de la Asociación de Antiguos Alumnos de Rockford College y durante seis años fue miembro de la Junta de la Asociación de Chicago Rockford College.

## Obras seleccionadas
Mientras residía en Neighborhood House Chicago, Nicholes publicó las siguientes obras:
- Nicholes, Anna E., " From School to Work. A Study of the Central Office for issuing Child Labor certificates (De la escuela al trabajo. Estudio de la Oficina Central de Expedición de Certificados de Trabajo Infantil)”. Reimpresión de Commons emitida por la Rama de Illinois de la Liga de Consumidores.
- Nicholes, Anna E., "Votes and Wages for Women (Voto y salarios para las mujeres)". Emitido por la Asociación de Igualdad de Sufragio de Illinois.